# Paço de Fondevila
O Paço ou Palácio de Fondevila (em galego: Pazo de Fondevila) é residência nobre barroco do século XVIII situada no centro histórico de Santiago de Compostela, Galiza, Espanha, perto da Capela de Ánimas.
O pazo é um belo exemplo da arquitetura palaciana típica do chamado barroco compostelano (ou barroco "de placas"). A impressão de nobreza austera que apresenta é acentuada pelo local onde se ergue, na Rua das Casas Reais, que deve o nome aos vários casarões que ali existiam, onde residia o alto clero de Santiago e que no século XIX foi uma zona movimentada de comércio. Atualmente, dessas casas de nobres, além do Pazo de Fondevila, só resta o Palácio Velho do Conde de Aranda, local onde funcionou o primeiro escritório de notariado de Espanha.
O palácio foi construído em 1660 pela família Sánchez Boado para a esposa do regedor Pedro Varela Fondevila, mas o aspeto atual de meados do século XVIII e é da autoria de Clemente Fernández Sarela, a quem também se devem outras obras barrocas compostelanas, como a Casa do Cabido. Em ambos os edifícios, a decoração é primorosa, sobretudo nas varandas, nas janelas minuciosamente enquadradas e no frontão, situado na esquina chanfrada, por cima do escudo da família dos proprietários.